# Dokkum
Dokkum, (tidligere også Dockum,) er en gammel by i kommunen Dongeradeel i den nederlandske provins Frisland. I nærheden af Dokkum blev Tysklands apostel Bonifatius år 755 dræbt af hedninger.

## Historie
Dokkum er nok internationalt mest kendt, fordi Bonifacius i 754 blev dræbt i nærheden af Dokkum. Syd for Dokkum er en kilde, der er knyttet til den angelsaksiske missionær Bonifacius død i 754 og derfor har været et katolsk pilgrimsrejsemål.
Om oprindelsen af navnet Dokkum er forskellige historier i omløb. Nogle tænker på en kombination og sammentrækning af den frisiske mand ved navn 'Docko', der ville have haft en arv eller 'hjem' her. Andre forbinder Dokkum med 'Tockingen', som betegner et 'opholdssted på en tur eller strøm' (jf. 'Dockinga' og 'Dockynchirica'). Fra middelalderen er Dokkum også stedet for et kloster, der blev oprettet af Norbertijner-ordren fra det 13. århundrede. Olivier van Keulen prædikerede i 1214 i Dokkum ved korstoget, der omfattede indbyggere fra Dokkum. Denne begivenhed er mindet ved en halvmåne i Dokkums våben.
I 1298 modtog Dokkum købstadsrettigheder efter Stavoren, Harlingen og IJlst som den fjerde by Friesland.
I den store frisiske krig foretog den allierede hær, der var under angreb fra Fokko Ukena, et angreb på Dokkum i 1418. Efter en række skyderier med Schieringer-forsvarerne overgav de sig, og byen blev overvundet. Dokkum blev afbrændt, og byen blev gjort militær ufarlig.
I 80-årskrigen mod Spanien var Dokkum et hovedcenter i kampene. I 1572 blev byen holdt flere timer i Geuzen's hænder. Dokkum blev hårdt straffet med den Wallonske Furie i Dokkum. Efter 1579, da Dokkum blev medlem af Utrecht-forbundet, begyndte en fredeligere tid. Det Romerske Kloster og Klosterkirken blev nedbrudt i 1589, Kirkens tårn blev stående indtil 1832 og satte sit præg på bybilledet.
I ældre tid var byen i åben forbindelse med havet, via Dokkumergrootdiep. I 1597 placerede det frisiske admiralitet sig i Dokkum. Herfra blev alle former for handels- og krigsikkerhedsspørgsmål arrangeret med Spanien til søs. Dokkum var af stor strategisk betydning, som det fremgår af opførelsen af byens mure i årene 1581-1582.
Alligevel forblev Admiraltetet ikke længe i Dokkum. På grund af sejladsen på fiskeruterne flyttede man kontoret til Harlingen i 1644. I 1729 blev den åbne forbindelse med Lauwerszee endelig lukket ved opførelsen af Dokkumer Nieuwe Zijlen. Dette erstattede også den gamle 16. århundredes havbund under Zijl. Dokkum voksede i stigende grad til at blive en landorienteret by.
På grund af opførelsen af kanalen Stroobossertrekvaart i årene 1654-1656 gik Dokkum konkurs. Dokkum på denne tid er kendt i den lokale tradition som "Arm Dokkum" (Det fattige Dokkum).
Indtil 1925 forblev kommunen inden for grænserne af fæstningsværker, hvorefter dele af Øst og Vest Dongeradeel og Dantumadeel blev indlemmet i Dokkums Kommune.
Indtil 1984 var Dokkum også en selvstændig kommune. En forening med kommunerne Vest- og Oostdongeradeel dannede byen Dongeradeel, hvoraf Dokkum blev centeret.
I Dokkum begyndte Fedde Sonnema sit destilleri og lakridsbutik, som i dag stadig er kendt som Sonnema Berenburg. Den gamle fabrik ligger stadig i Dokkum. Pladsen for den tidligere fabrik blev opkaldt Sonnema Sonnemapleintje. Berenburg bliver nu lavet i Bolsward.
I det nittende århundrede var der et stigende pladsproblem i Dokkum. Dette skyldtes fæstningsværkerne, der forhindrede væksten udenfor, idet det faktisk var ikke muligt at bygge på steder for kanoner på bastionerne. Alle nye bygninger blev placeret i byens centrum, hvilket førte til tabet af mange gamle historiske bygninger. Heldigvis blev byen Dokkum, som et af de første steder i Holland, erklæret et beskyttet byområde i 1974 og er derfor et af de beskyttede bebyggelsesområder i Friesland.